# Begonia cristata
Begonia cristata là một loài thực vật có hoa trong họ Thu hải đường. Loài này được Warb. ex L.B.Sm. & Wassh. mô tả khoa học đầu tiên năm 1983.